# Veprőd
Veprőd (szerbül: Kruščić, Крушчић) falu Szerbiában, a Vajdaságban, a Nyugat-bácskai körzetben, Kúla községben.

## Fekvése
Kula nyugati szomszédjában, Ószivác, Szentfülöp és Bácskeresztúr közt fekvő település.

## Története
Veprőd a török időkbeli szerb község, előbbi nevén Veprovácz. 
Nevét 1553-ban említették először az oklevelekben a török defterek a zombori nahijében Beprost néven, két fizető és négy nem fizető házzal, majd 1579-ben Veprovácz néven 15, 1590-ben pedig 11 házzal van felsorolva. 
1650-ben Zsolnai Gombkötő János és társai kapták a nádortól több bácsmegyei birtokkal együtt, többek között Veprovnicza pusztát is. 
A török hódoltság végén Veprovácz puszta néven volt említve és e néven említették 1736-1757 között is. 
1758. október 10-én kelt Zomborban, Redl bácskai kamarai adminisztrátor székhelyén az a magyar nyelvű szerződés, melynek leírása szerint a kamara Veprovácz pusztára mintegy 200 magyar, vagy tót római katolikus családot szándékozott telepíteni, akiket Urbán Mihály szabados gyűjt össze. A leendő falu Birvala pusztát is bérbe fogja kapni a kamarától, és a telepeseknek két évi mentességet ad, de azután 400 forint évi földbért és a termés heted részét tartozik beszolgáltatni. Papi tizedet nem fizetnek és a kerti vetemények után járó dézsma alól is fel lesznek mentve. A vármegyei adó alól három évig lesznek szabadok. 
A falu ezután csakhamar betelepült és pecsétet is kapott, melyen két pálmaág-cifrázat között egy nagy szántóvas állt; a körírás: "Weprovacz 1759." (Ezt használták az 1760-1790 közötti években is.) 
1762-ben magyar és tót telepnek mondják Veprovácot. Még ugyanez évben parókia, 1783-ban pedig templom is épült Szent István tiszteletére. 
1763-ban Cothmann (Redl utóda) ismét magyarokat küldött ide. A falu Birvala pusztát évi 450 forintért és a termés hetedéért bérelte, itt ekkor már 130 ház, lelkész és kis vert falból készült templom is volt. 
Az 1768. évi kamarai mappán Veprovácz falu 130 házzal, magyar és tót lakossággal volt jelezve és a falutól keletre levő Birvala puszta is hozzá tartozott; a falu határának nyugati oldalán pedig Prekája puszta volt. 
1769-ben Veprovácz 493 forint hadi és 119 forint vármegyei házadót fizet, 1772-ben pedig az úrbéri rendezéskor Birvala pusztát kapta. 
Az 1798-ban megkötött három évi robot megváltási szerződés szerint Veprováczban 114 telken 263 gazda és 61 zsellér élt 324 házban. 
Az 1826-os kamarai összeírás szerint pedig külön magyar és német rész volt a faluban. 
1868-tól a településen postahivatal, 1870-től pedig kórház és olvasókör is működött itt. 
Veprőd határrészeinek elnevezése is fennmaradt az 1900-as évek elejéről: Ábel, Noé, Kistó, Bélató, Vörösállás, Kandlia, Nagyhalom, Apróhalom, Pusztatemplom néven voltak ismertek. 
Az 1900. évi népszámláláskor Veprődnek 3159 lakosa volt 519 házban. Anyanyelv szerint: 700 magyar, 2449 német, 8 szerb. Vallás szerint: 3118 római katolikus, 6 görögkatolikus, 12 evangélikus, 18 izraelita volt. 
A község határa 6830 kataszteri hold volt. Ebből 1893-ban a királyi kincstáré 633, az úrbéri birtokosoké 648, a községé 329 hold volt. A határ egy részének neve Kossuth-föld volt, mely az 1848–49-es forradalom és szabadságharc idején kapta nevét.
A 20. század elején Bács-Bodrog vármegye Kulai járásához tartozott.
1910-ben 3162 lakosából 637 magyar, 2458 német, 53 ruszin volt. Ebből 3507 római katolikus, 59 görögkatolikus volt.

## Demográfiai változások
| 1948 | 1953 | 1961 | 1971 | 1981 | 1991 | 2002 |
| ---- | ---- | ---- | ---- | ---- | ---- | ---- |
| 2791 | 2846 | 3281 | 2927 | 2658 | 2477 | 2353 |